# Игры Британской империи и Содружества наций 1962
Игры Британской империи и Содружества наций 1962 года (англ. 1962 British Empire and Commonwealth Games) прошли в городе Перт (Австралия) с 22 ноября по 1 декабря. Эти Игры были 7-ми по счёту. В соревнованиях участвовали 863 атлета из 35 стран, которые разыграли 104 комплекта наград в 10 видах спорта. Спортсменов сопровождали 178 официальных лиц. На протяжении всех Игр температура не опускалась ниже 38°С, хотя за предыдущие 65 лет было отмечено лишь 10 дней, когда температура поднималась до таких величин. Для обеспечения спортсменов водой пришлось привлечь австралийскую армию.
Команда Джерси впервые попала в число медалистов Игр. Сабах, Саравак и Малайя в последний раз выступили отдельными командами. На Играх 1966 года они выступали уже в составе единой команды под флагом Малайзии.
В программу соревнований входили лёгкая атлетика, бокс, велоспорт, фехтование, игра в боулз, академическая гребля, плавание, прыжки в воду, тяжёлая атлетика и вольная борьба.

## Страны-участницы
В играх приняли участие 35 стран.
| Страны и территории |
| --- |
| - Австралия - Багамские Острова - Барбадос - Британский Гондурас - Канада - Цейлон - Доминика - Англия - Фиджи - Гана - Гибралтар - Гонконг - Остров Мэн - Ямайка - Джерси - Кения - Малайская Федерация - Мальта - Маврикий - Новая Зеландия - Британское Северное Борнео - Северная Ирландия - Пакистан - Саравак - Шотландия - Сингапур - Тринидад и Тобаго - Уганда - Уэльс |
| Страны и территории, дебютировавшие на Играх |
| - Аденская колония - Британский Гондурас - Территория Папуа — Новая Гвинея - Федерация Родезии и Ньясаленда - Сент-Люсия - Республика Танганьика |

## Таблица медалей
*   Принимающая страна (Австралия)
| Место           | Страна                         | Золото | Серебро | Бронза | Всего |
| --------------- | ------------------------------ | ------ | ------- | ------ | ----- |
| 1               | Австралия*                     | 38     | 36      | 31     | 105   |
| 2               | Англия                         | 29     | 22      | 27     | 78    |
| 3               | Новая Зеландия                 | 10     | 12      | 10     | 32    |
| 4               | Пакистан                       | 8      | 1       | 0      | 9     |
| 5               | Канада                         | 4      | 12      | 15     | 31    |
| 6               | Шотландия                      | 4      | 7       | 3      | 14    |
| 7               | Гана                           | 3      | 5       | 1      | 9     |
| 8               | Ямайка                         | 3      | 1       | 1      | 5     |
| 9               | Кения                          | 2      | 2       | 1      | 5     |
| 10              | Сингапур                       | 2      | 0       | 0      | 2     |
| 11              | Уганда                         | 1      | 1       | 4      | 6     |
| 12              | Федерация Родезии и Ньясаленда | 0      | 2       | 5      | 7     |
| 13              | Уэльс                          | 0      | 2       | 4      | 6     |
| 14              | Багамские Острова              | 0      | 1       | 0      | 1     |
| 15              | Тринидад и Тобаго              | 0      | 0       | 2      | 2     |
| 15              | Фиджи                          | 0      | 0       | 2      | 2     |
| 17              | Барбадос                       | 0      | 0       | 1      | 1     |
| 17              | Британская Гвиана              | 0      | 0       | 1      | 1     |
| 17              | Джерси                         | 0      | 0       | 1      | 1     |
| 17              | Малайская Федерация            | 0      | 0       | 1      | 1     |
| 17              | Папуа — Новая Гвинея           | 0      | 0       | 1      | 1     |
| 17              | Северная Ирландия              | 0      | 0       | 1      | 1     |
| Всего стран: 22 | Всего стран: 22                | 104    | 104     | 112    | 320   |